# 赵咨 (曹魏)
赵咨（?—?），字君初，河内郡温县（今河南省温县）人，三国曹魏官员。

## 生平
赵咨明识典籍，见识过人。汉献帝初平元年（190年），董卓挟持汉献帝西迁长安。赵咨同乡司马防在洛阳担任治书侍御史，赵咨带着全家老少与司马朗一同前往黎阳。赵咨明帝太和年間擔任尚書、後官至太常。

## 子
- 赵酆，字子仲，有文武才，在曹魏官至侍中，与司马防的孙子司马师、司马昭兄弟关系很好，司马昭之子司马炎建立晋朝，赵酆官至骠骑将军，封东平陵公。